# Шелберн (Новая Шотландия)
Шелберн (англ. Shelburne) — город (с 1907 года) в провинции Новая Шотландия (Канада), столица графства Шелберн. Население на 2016 год 1743 человека. Основа экономики — рыболовство и туризм.

## География
Город Шелберн располагается на южном побережье полуострова Новая Шотландия, в 208 километрах к юго-западу от Галифакса. Рядом с городом, являющимся административным центром графства, носящего такое же название, расположен на берегу, находится бухта Шелберн. Площадь Шелберна составляет 8,75 км².
Севернее Шелберна проходит провинциальное шоссе № 103, соединяющее Галифакс с Ярмутом. Через сам город проходят региональное магистральное шоссе № 3 и трасса коллектора № 203.

## История
До прихода в Северную Америку европейцев в районе бухты, в будущем получившей название Шелберн, в летнее время разбивали лагеря представители коренных племён — микмаки, в остальное время жившие за рекой Розуэй. Весной 1783 года в этот регион прибыли 5000 беженцев-лоялистов из Нью-Йорка и других южных британских колоний. 400 лоялистов основали на берегу бухты поселение, назвав его Порт-Розуэй; уже в следующем году оно было переименовано в Шелберн, в честь британского премьер-министра лорда Шелберна.
Осенью 1783 года в Порт-Розуэй прибыла вторая волна поселенцев-лоялистов, и к 1784 году его население достигло 10 тысяч человек, что на тот момент было четвёртым показателем по всей Северной Америке — больше, чем в Галифаксе или Монреале. В числе поселенцев было около двух тысяч чернокожих лоялистов. Однако уже в 1787 году финансирование из метрополии было прекращено, и всего за несколько лет большинство поселенцев покинули Шелберн, отбыв в другие британские колонии, на Британские острова или в США. К 1820 году население Шелберна сократилось до 300 человек. Чёрным лоялистам была выделена земля на северо-западном берегу бухты, где ими было основано поселение Берчтаун, названное в честь генерала Сэмюэла Берча. Переселенцы из Уэльса, прибывшие в Новую Шотландию в 1818 году, основали на западном берегу реки Розуэй рядом с Шелберном посёлок Нью-Камбрия, в дальнейшем переименованный в Уэлштаун.
Шелберн, располагавший одной из лучших природных бухт в мире, быстро стал одним из центров кораблестроения (первое судно водоизмещением в 181 тонну было спущено здесь на воду уже в 1786 году) и рыболовного промысла в Новой Шотландии. В посёлке и рядом с ним были построены верфи Макгиллов, Коксов и Маккеев (один из отпрысков последнего семейства впоследствии строил знаменитые клиперы в Бостоне).
Шелберн получил статус города в 1907 году.

## Население и администрация
Согласно переписи населения 2021 года, в Шелберне проживали 1644 человека — на 5,7 % меньше, чем за пять лет до этого (население провинции Новая Шотландия за тот же период выросло на 5 %). При площади около 9 км² плотность населения составляет примерно 190 человек на квадратный километр. Около 15 % населения составляют дети и подростки в возрасте до 14 лет, более четверти населения — люди пенсионного возраста (65 лет и старше); средний возраст жителей города — 46,5 года, медианный — 50,8 года (медианный возраст по провинции — 45,6 года).
Средний размер домохозяйства в 2021 году — 2,1 человека. Более 55 % всех жителей старше 15 лет состоит в официальном или фактическом браке, однако в большинстве семей только два человека. В 2/3 женатых пар нет детей, живущих с родителями, а в семьях, где такие дети есть, на семью в среднем приходится 1,7 ребёнка; в городе также насчитывается 100 родителей-одиночек. Жители-одиночки составляют более трети всех домохозяйств.
Свыше 95 % населения Шелберна родилось в Канаде, бо́льшая часть иммигрантов прибыла в страну до 1980 года, в основном из США и Великобритании. Для подавляющего большинства жителей основным языком общения является английский, вторым государственным языком Канады — французским — владеет только 4 % населения.
В городском совете, помимо мэра и его заместителя, ещё три члена. Выборы в городской совет проходят раз в 4 года. Городскому совету подотчётен главный городской администратор

## Экономика

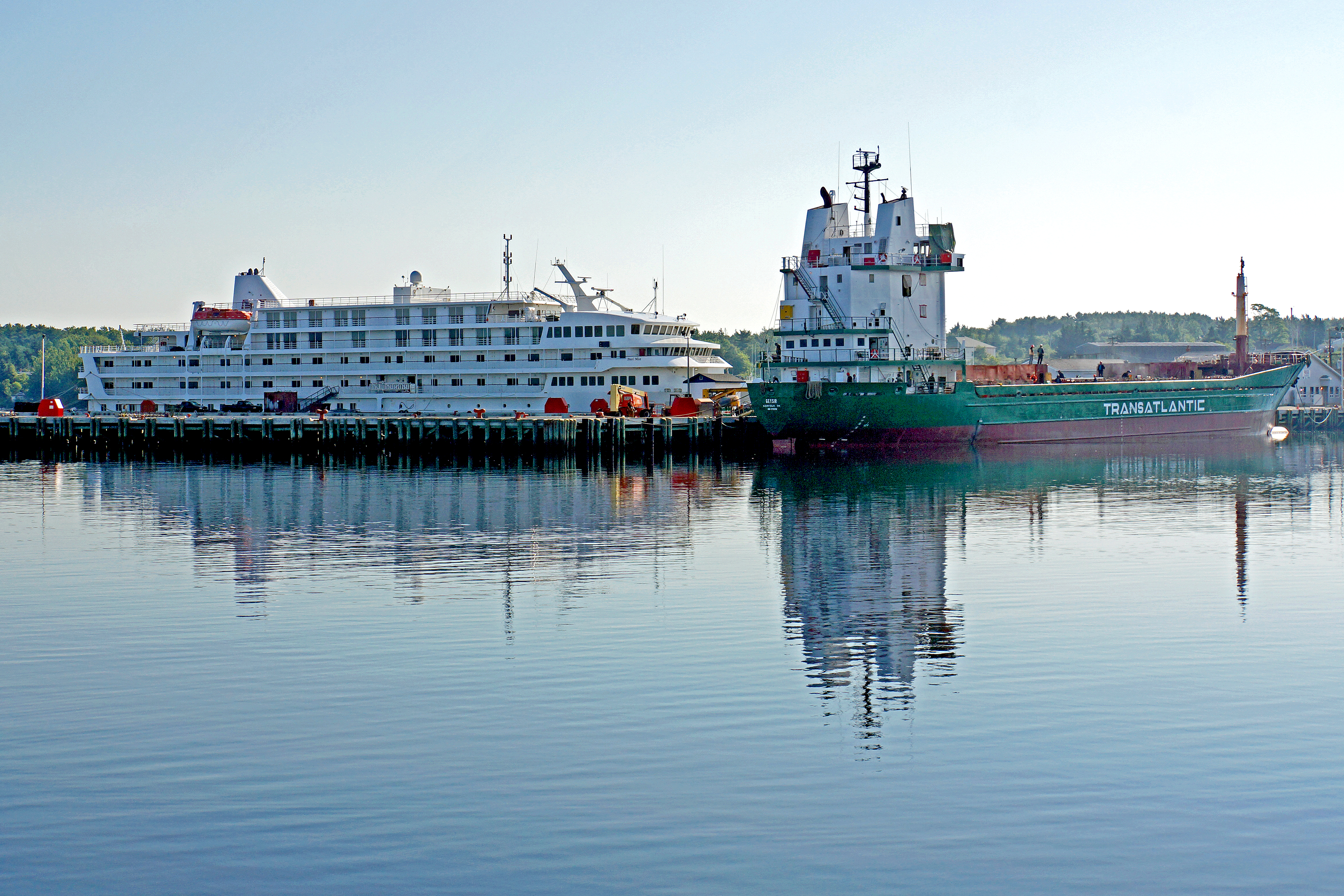
Шелбернская судоверфь

Образование большинства населения Шелберна в возрасте старше 15 лет — среднее и ниже, около 14 % жителей имеют учёную степень от бакалавра и выше. Из населения в возрасте старше 15 лет около 54 % трудоспособных граждан, уровень безработицы в 2021 году составлял 13,9 %. Основные сферы занятости — торговля и сфера услуг, а также транспорт и ремесленное производство. Средний доход на душу населения среди жителей в возрасте 15 лет и старше в 2020 году составлял 33 520 долларов (после вычета налогов). Медианный доход на домохозяйство в 2020 году составлял 47 200 долларов после вычета налогов — на 15 тысяч меньше, чем медианный доход на домохозяйство по провинции.

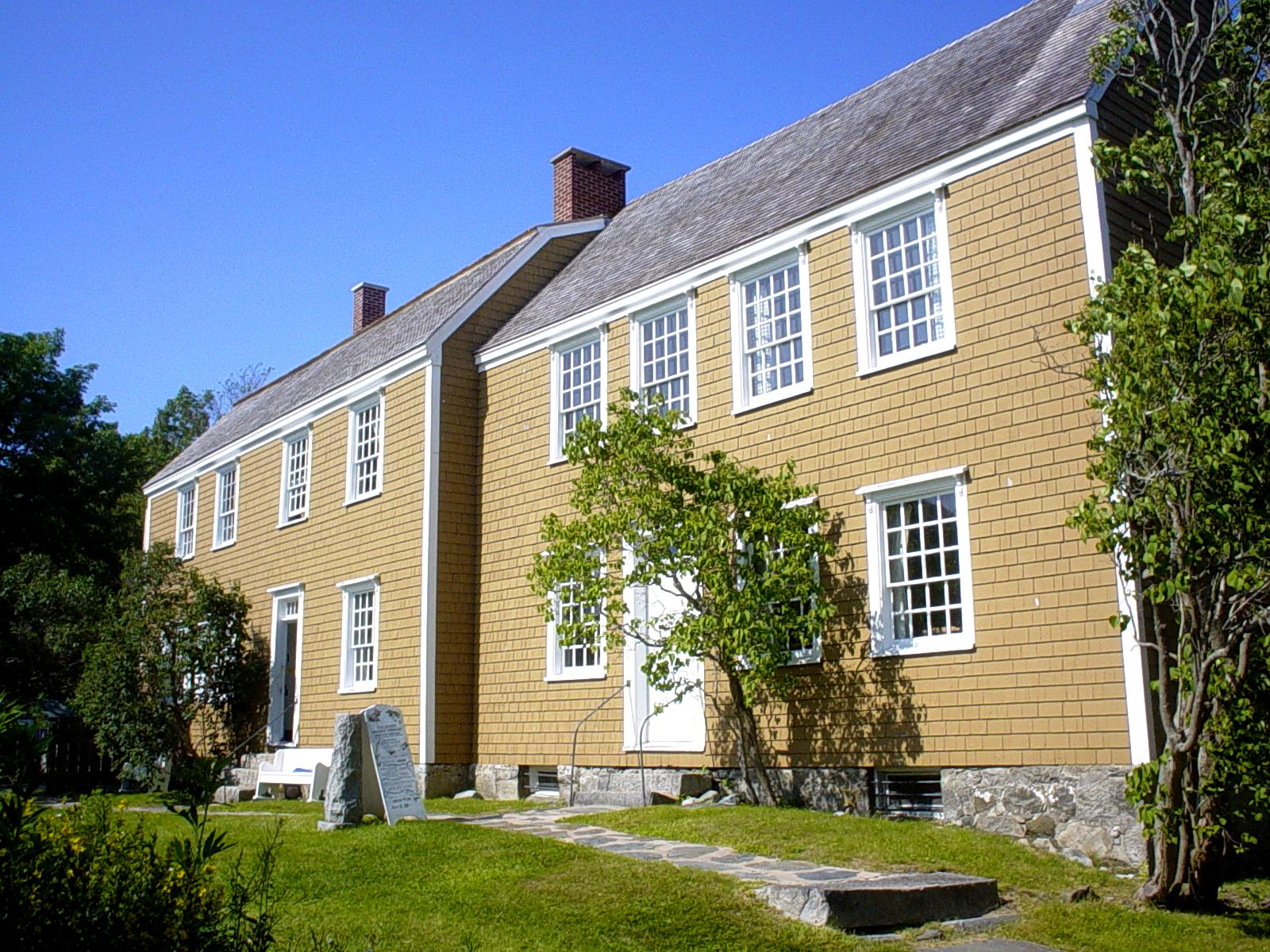
Дом Росса Томпсона (год постройки 1785) на Док-стрит

Рыболовство по настоящее время остаётся важным элементом хозяйства в Шелберне. Значительную роль в экономике города играет также туризм. В исторической части Шелберна сохранился ряд домов постройки XVIII века, в том числе комплекс из четырёх лоялистских домов на Док-стрит. Среди исторических зданий города также лодочная мастерская Джона Уильямса — внука лоялиста Амоса Уильямса, где до настоящего времени строятся рыбачьи лодки с применением технологий конца XIX века. Город располагает тремя музеями, а в его пригороде Берчтауне размещается Центр наследия чернокожих лоялистов. В Шелберне ежегодно проходят фестиваль омаров и фестиваль вертушек и флюгеров. Город с его обилием старых зданий стал местом съёмок ряда фильмов о Новой Англии времён Войны за независимость США и более ранних периодов: в Шелберне снимались художественные фильмы «Война Мэри Силлиман» (1992) и «Алая буква» (1994), а также мини-сериалы «Моби Дик» и «Книга негров»